# Balanophora japonica
Balanophora japonica är en tvåhjärtbladig växtart som beskrevs av Tomitaro Makino. Balanophora japonica ingår i släktet Balanophora och familjen Balanophoraceae. Utöver nominatformen finns också underarten B. j. nipponica.